# Hassane Bah
Pour les articles homonymes, voir Bah.
Hassane Bah, né le 12 décembre 1956 à kindia, est un médecin et personnalité politique guinéen.
Il est conseiller depuis le 22 janvier 2022 au sein du conseil national de la transition guinéen dirigé par Dansa Kourouma,
Il est le premier médecin légiste guinéen.

## Études
Hassane Bah est diplômé d'État, docteur en médecine depuis mai 1984, en médecine d'expertise depuis décembre 1992, et en anatomopathologie depuis juin 1992, en médecine légale et criminologie depuis juillet 1993 et en toxicologie et bromatologie depuis juillet 1993.

### Carrière de médecin
Hassane Bah commence en tant que médecin stagiaire à l’hôpital préfectoral de Boffa de janvier 1983 en juin 1984 avant de rejoindre Conakry au service de médecine générale B du CHU Ignace Deen en 1984 et en 1989 en tant que médecin titulaire cumulativement dès 1987 médecin chef adjoint au service de médecine générale  B du CHU Ignace Deen jusqu'en 1989.
Il rejoint la Belgique et faisant fonction d’interne (FFI) au service de médecine du CHU de liège de 1990 en 1993. Depuis 1995, il est le médecin chef du service de médecine légale du CHU Ignace Deen de Conakry.

## Parcours d’enseignant
Hassane Bah devient dès 1987, assistant au niveau de la chaire d’endocrinologie dirigé par le professeur Brakov V à l'université de Conakry jusqu'en 1988.
En avril 1993, il devient assistant de médecine interne au niveau de l'université de Conakry par arrêté N°93/2483/MELRS/CAB l'année suivante assistant de médecine légale.
En 2006, il devient maître-assistant de médecine légale (LAFMA) et chef de chaire éthique et déontologie dès février 2006.
Hassane Bah devient maître assistant au Conseil africain et malgache pour l'enseignement supérieur (CAMES) depuis le 10 décembre 2007 puis maître conférencier agrégé du conseil africain et malgache pour l'enseignement supérieur (CAMES) en novembre 2010.
En juillet 2016, Hassane Bah devient professeur titulaire du CAMES et membre du jury du concours d'agrégation du CAMES.
Chef de chaire éthique-déontologie santé et sécurité au travail faculté de médecine de Conakry.

## Vie privée
Hassane Bah est marié et père de quatre enfants